# Juan Luis Wood
Juan Luis Wood Valdivieso (Las Palmas de Gran Canaria, 29 de marzo de 1974) es un deportista español que compitió en vela en la clase Soling. Su hermano Dimas también compitió en vela.
Ganó una medalla de plata en el Campeonato Mundial de Soling de 1997. Participó en los Juegos Olímpicos de Sídney 2000, ocupando el 15.º lugar en la clase Soling.

## Palmarés internacional
| \| Campeonato Mundial \| Campeonato Mundial \| Campeonato Mundial \| Campeonato Mundial \| \| Año \| Lugar \| Medalla \| Clase \| \| ------------------ \| -------------------- \| ------------------ \| ------------------ \| \| 1997 \| Rungsted (Dinamarca) \| Medalla de plata \| Soling \| |                      |                  |        |
| Campeonato Mundial |                      |                  |        |
| Año | Lugar                | Medalla          | Clase  |
| 1997 | Rungsted (Dinamarca) | Medalla de plata | Soling |